# Ferrer Bassa

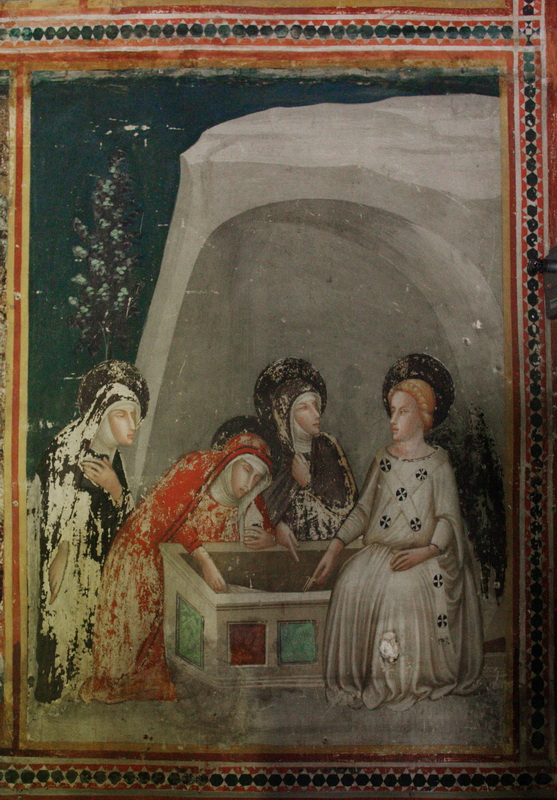
De heilige vrouwen aan het graf (Fresco in het klooster van Pedralbes, ca. 1346)

Ferrer Bassa (tussen 1285 en 1290 - 1348 Barcelona), ook Jaume Ferrer Bassa genoemd, was een Catalaanse kunstschilder en boekverluchter uit de periode van de gotiek. Hij was actief in Saragossa en Barcelona tussen 1324 en 1348 en werkte onder meer voor Alfons IV van Aragón en Peter IV van Aragón.
Ferrer Bassa werkte vanaf 1316 voor het hof van Aragon en wordt beschouwd als de grondlegger van de Catalaanse schilderschool. Werk dat met zekerheid aan hem kan toegeschreven worden zijn de fresco's in de Capella de Sant Miquel in het Klooster van Pedralbes, nu een wijk van Barcelona. In deze fresco's uitgevoerd in ca. 1345-1346 hanteerde Bassa een sterk geïtalianiseerde stijl.

## Biografie
Ferrer Bassa werd geboren omstreeks 1285-1290 in Catalonië. Zowel Les Gunyoles een dorp van Avinyonet del Penedès als Tortosa worden als geboorteplaats opgegeven. De eerste referenties naar hem duiken op vanaf 1321 tot 1324. Dan duurt het tot 1333 voor hij terug voorkomt in de archieven, maar vanaf dan is er een continue stroom aan referenties tot in 1348, het jaar waarin hij waarschijnlijk aan de pest overleden is. De kunsthistorici veronderstellen dat hij tussen 1324 en 1333 in Toscane verbleef waar hij in contact kwam met de schilderkunst in Siena, Florence, Napels en het zuiden van Italië. In zijn werk kunnen invloeden van Giotto en van Simone Martini worden aangetoond, maar ook en vooral van de gebroeders Ambrogio en Pietro Lorenzetti. Hij wordt dus algemeen beschouwd als de man die de Italiaanse schilderkunst in Spanje introduceerde. Hij had de leiding over een atelier in Barcelona waar ook zijn zoon Arnau deel van uitmaakte.

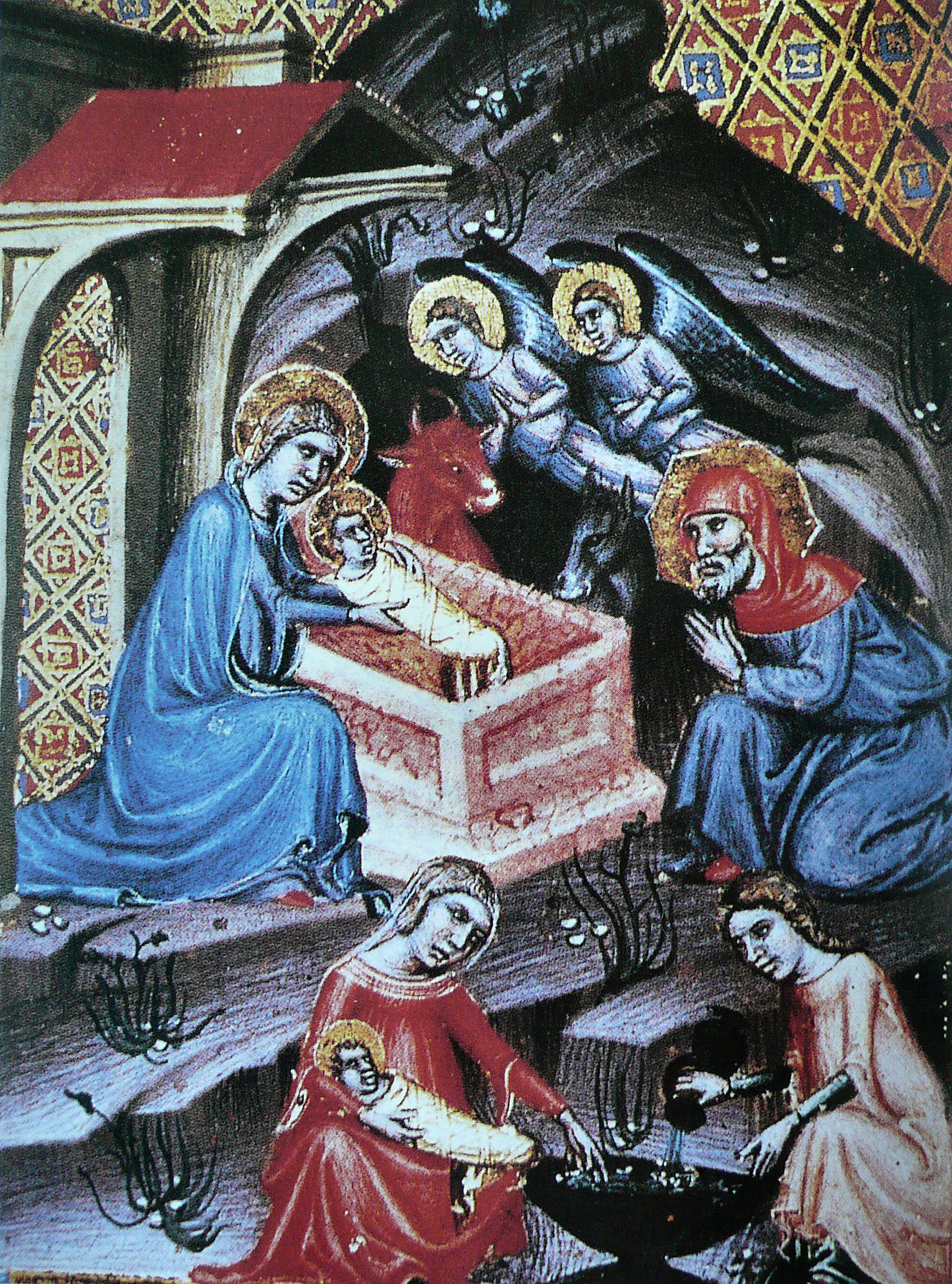
Ferrer Bassa, Getijdenboek van Maria van Navarra, Geboorte van Christus

## Loopbaan
De loopbaan van Ferrer Bassa is vrij goed gedocumenteerd. Hij werkte voor het koninklijk hof maar ook voor een hele reeks andere opdrachtgevers uit de adel en de kerk.
- In 1324 werd hij betaald voor het schilderen van twee kapellen en twee kruisen voor de kerk van Sitges.
- Tussen 1333 en 1335 verzorgde hij de verluchting van een handschrift over de gebruiken (usages: basis van de wetgeving) in Barcelona en Catalonië voor Alfons IV.
- In 1335 wordt hij betaald voor een altaarstuk.
- In 1339 en 1340 zijn er betalingen voor twee retabels voor het Aljafería paleis in Saragossa.
- Eveneens in 1340 krijgt hij de opdracht voor een altaarstuk met Sint Hilarius voor Lleida en in 1341 begint hij aan drie altaarstukken voor de bisschoppelijke zetel van Lleida, een opdracht van Ot de Montacada.
- In 1342 krijgt hij van Peter IV de opdracht voor een getijdenboek (Het getijdenboek van Maria van Navarra).
- De opdracht voor de decoratie in het klooster van Pedralbes volgt in 1344. De fresco's worden gerealiseerd in 1346 in wat nu de Capella de Sant Miquel is, toen de verblijven van de abdis.
- Er zijn ook nog koninklijke opdrachten in 1345 voor een altaarstuk bestemd voor een kapel in het kasteel van Perpignan en in 1346 voor altaarstukken voor de kapellen in het kasteel van Lleida.
- Van 1347 en 1348 zijn er nog opdrachten voor altaarstukken van Guillem de Torelles en van het klooster van Pedralbes.

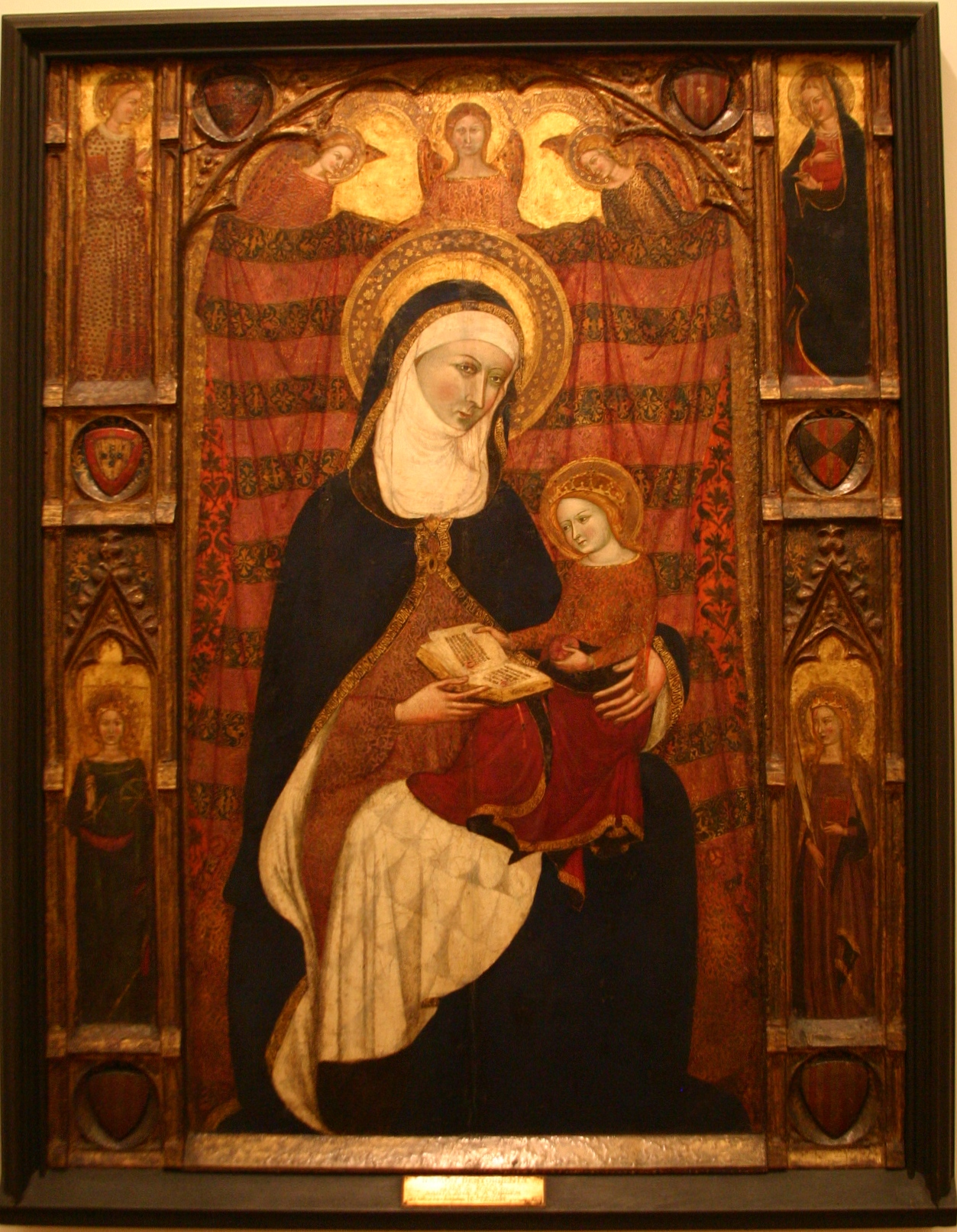
De Heilige Anna leert Maria lezen, Lissabon, Museu Nacional de Arte Antiga.

## Werken
Ondanks de overvloed aan gedocumenteerde opdrachten is van het schilderwerk van Bassa nagenoeg niets bewaard gebleven op de fresco's in de Capella de Sant Miquel in het Klooster van Pedralbes na.
Er zijn wel verschillende werken toegeschreven aan zijn atelier of omgeving. Enkele van deze werken zijn:
- Polyptiek met scènes van het leven van Christus en de Heilige maagd en heiligen, Atelier van Ferrer Bassa, New York, Pierpont Morgan Library, AZ071[4]
- De Heilige Anna leert Maria lezen,  Ramon Destorrents (Spanje, actief 1351-1362), Arnau Bassa (Spanje, actief 1345-48), Ferrer Bassa (Spanje, †1348), Lissabon, Museu Nacional de Arte Antiga
- Sint Marcus retabel in de Santa Maria, Manresa, Arnau Bassa
- Kroning van de Maagd in de kerk van Bellpuig, Ferrer Bassa
- Sint Bernardus in het bisschoppelijk museum van Vic, Ferrer Bassa

Voor wat de boekverluchting aangaat zijn de getijden van Maria van Navarra bewaard gebleven, waarin naast miniaturen van de hand van Ferrer Bassa ook werk van zijn zoon Arnau is terug te vinden. Daarnaast zijn er ook nog het Anglo-Catalaans psalter (BnF, Latin 8846) en het Maimonides van Kopenhagen die door hem geïllustreerd werden.

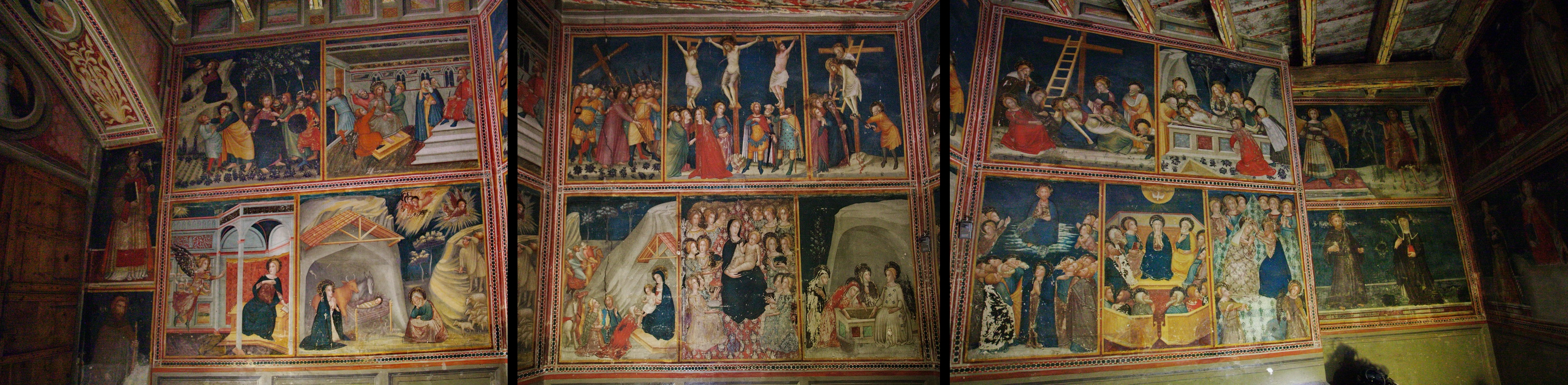
Ferrer Bassa, 1346, Frecos's in de Capella de Sant Miquel in het Klooster van Pedralbes

## Joodse manuscripten
Volgens recent onderzoek zou de Catalaanse Mahzor (gebedenboek) (MS Heb 8°6527), nu bewaard in de Hebreeuwse nationale Bibliotheek van Israël. gemaakt zijn in het atelier van Ferrer Bassa. Dalia-Ruth Halperin wil niet suggereren dat Ferrer Bassa of Arnau Bassa zelf de illustraties maakten, maar de stilistische overeenkomst tussen werk uit hun atelier en de marge decoratie in de Mahzor duiden erop dat een van hun medewerkers een Joodse artiest was die de joodse teksten schreef en de micrografieën maakte.
- Biblioteca Nacional de España: XX1125705
- Catàleg d'autoritats de noms i títols de Catalunya: 981058527524006706
- Gemeinsame Normdatei: 123261406
- International Standard Name Identifier: 0000 0000 5927 7750
- Library of Congress Control Number: n95120314
- RKD-Nederlands Instituut voor Kunstgeschiedenis: 27785
- Système universitaire de documentation: 197755402
- Union List of Artist Names: 500009572
- Virtual International Authority File: 1726295
- WorldCat: E39PBJtmB4r6mw6B7jyGr4xFKd